# Ilosaari (Joensuu)
Ilosaari är en ö i Pielis älv i Finland. Den ligger i Pielis älv och i Joensuu i landskapet Norra Karelen, i den sydöstra delen av landet, 400 km nordost om huvudstaden Helsingfors. Öns area är 1,7 hektar och dess största längd är 210 meter i sydväst-nordöstlig riktning.  På ön ordnades musikfestivalen Ilosaarirock mellan 1971 och 1991.